# هام (إربد)
هام قرية تقع شمال الأردن على بعد 5 كم جنوب غربي مدينة اربد القديمة، يحدها شمالاً كل من البلدات التالية : ناطفة، كفريوبا، زبدا، فركوح . ويحدها جنوباً دير يوسف، جحفية . ومن الشرق بلدة إيدون . ومن الغرب بلدة بيت يافا.
كانت بداياتها في العصر الروماني حيث بُنيت في موقع متوسط بين مُدن حلف الديكابولس العشرة التاريخية، وأصبحت فيما بعد مركزاً من مراكز الفتح الإسلامي، يوجد في المدينة مكتبة تعد من أكبر المكتبات في الشرق الأوسط وهي المكتبة الحسينية في جامعة اليرموك.

## التسمية
هام أو قرية حام، يُقال أنها سمّيت بهذا الاسم نسبة لحام بن نوح عليه السلام وهو أحد أبناء نبي الله نوح عليه السلام، حيث يعتقد ان مقام حام موجود في القرية.

## عدد السكان
يبلغ عدد سكان قرية هام المقيمين فيها حالياً حوالي 6.500 نسمة، حيث أن أعداد كبيرة من سكانها يقيمون خارجها في شارع الهامي في اربد، في كفريوبا، وفي العاصمة عمان والزرقاء والمفرق والعقبة .
إذ يتوقع أن عدد أهالي قرية هام ممن يقيمون داخل القرية وخارجها يزيد عن 10.000 نسمة .

## طوبوغرافية المنطقة
قرية هام قرية هادئة جميلة تراثية تاريخية منبسطة على جبال إربد ذات طبيعة جبلية وعرة المسالك تمتد طوليًا من الشمال إلى الجنوب، حيث يقع شارع البترول الرئيسي - طريق خط انابيب البترول - في الجهة الجنوبية منها، ومثلث بلدة ناطفة في الجهة الشمالية . ترتفع عن سطح البحر قرابة 650 م، تختلف تضاريس القرية ما بين أودية ومنحدرات وجبل، يوجد فيها بقايا بركة رومانية، وفي القرية معالم ومواقع مصنفة كالتالي
المساحة والمخطط التنظيمي
مساحة قرية هام قبل عهد التنظيمات العثماني 8800 دونما، أما في عهد التنظيمات فقد تقلصت مساحتها لتصل إلى 4588.350 دونما مقسمة إلى 6 أحواض .

## المناخ
مناخ قرية هام هو مناخ البحر الأبيض المتوسط، معتدل صيفاً وبارد ماطر شتاءً حيث درجة الحرارة في الصيف لا تتعدى 35 وفي الشتاء تكون منخفضة وقد تصل إلى درجة الصفر ويتساقط الثلج أحياناً، أما فصل الربيع فهو أجمل الفصول حيث تصبح قرية هام خضراء وتنتشر الزهور والنباتات المختلفة في كل مكان.
| البيانات المناخية لـإربد                  | البيانات المناخية لـإربد | البيانات المناخية لـإربد | البيانات المناخية لـإربد | البيانات المناخية لـإربد | البيانات المناخية لـإربد | البيانات المناخية لـإربد | البيانات المناخية لـإربد | البيانات المناخية لـإربد | البيانات المناخية لـإربد | البيانات المناخية لـإربد | البيانات المناخية لـإربد | البيانات المناخية لـإربد | البيانات المناخية لـإربد |
| الشهر                                     | يناير                    | فبراير                   | مارس                     | أبريل                    | مايو                     | يونيو                    | يوليو                    | أغسطس                    | سبتمبر                   | أكتوبر                   | نوفمبر                   | ديسمبر                   | المعدل السنوي            |
| ----------------------------------------- | ------------------------ | ------------------------ | ------------------------ | ------------------------ | ------------------------ | ------------------------ | ------------------------ | ------------------------ | ------------------------ | ------------------------ | ------------------------ | ------------------------ | ------------------------ |
| متوسط درجة الحرارة الكبرى °م (°ف)         | 12.9 (55.2)              | 14.1 (57.4)              | 16.9 (62.4)              | 22.1 (71.8)              | 26.9 (80.4)              | 29.9 (85.8)              | 31.1 (88.0)              | 31.3 (88.3)              | 29.8 (85.6)              | 26.6 (79.9)              | 20.6 (69.1)              | 15 (59)                  | 23.1 (73.6)              |
| متوسط درجة الحرارة الصغرى °م (°ف)         | 4.9 (40.8)               | 5.4 (41.7)               | 7.3 (45.1)               | 10.6 (51.1)              | 14.1 (57.4)              | 17.4 (63.3)              | 19.2 (66.6)              | 19.6 (67.3)              | 18.2 (64.8)              | 15.1 (59.2)              | 10 (50)                  | 6.4 (43.5)               | 12.4 (54.2)              |
| الهطول مم (إنش)                           | 111.6 (4.39)             | 92.3 (3.63)              | 87.5 (3.44)              | 25.7 (1.01)              | 6.7 (0.26)               | 0.6 (0.02)               | 0 (0)                    | 0 (0)                    | 0.7 (0.03)               | 13.2 (0.52)              | 50.4 (1.98)              | 82.9 (3.26)              | 471.6 (18.54)            |
| متوسط أيام هطول الأمطار                   | 11.3                     | 10.6                     | 9.4                      | 4.6                      | 2                        | 0.2                      | 0                        | 0                        | 0.2                      | 3.2                      | 6.0                      | 9.6                      | 57.1                     |
| المصدر: World Meteorological Organization |                          |                          |                          |                          |                          |                          |                          |                          |                          |                          |                          |                          |                          |

## التعليم
يوجد في قرية هام مدرسة للذكور ومدرسة للأناث من الروضة إلى الصف العاشر الاساسي .

### مدرسة هام الأساسية للبنين
تأسست مدرسة هام الأساسية للبنين في هام 1957 م، وتقدم خدماتها التعليمية للأولاد من الصف الرابع إلى الصف العاشر، درس في مدرسة هام الأساسية للبنين خيرة المدرسين الأفاضل الذين كان لهم الدور الكبير في رفع المستوى التعليمي وتخريج طلبة يشهد لهم بالكفاءة العالية والمستوى العلمي الراقي .

### مدرسة هام الأساسية المختلطة
تأسست مدرسة هام الأساسية المختلطة، وتقدم خدماتها التعليمية للأولاد من الصف الأول إلى الصف الثالث، والإناث من الصف الأول إلى العاشر .

## التاريخ

### تاريخ التنظيم الإداري في قرية هام
قرية هام هي إحدى قرى ناحية بني الأعسر قديمًا، لاحقًا ناحية بني عبيد (ناحية بني عبيد كانت تعرف مع بداية العهد العثماني بأسم ناحية بني الأعسر، وفي نهاية القرن 16 الميلادي بأسم ناحية بني عطية، وفي بداية القرن 19 أصبحت تعرف بناحية بني عبيد مركز هذا الناحية قرية الحصن، وفي عام 1871، كانت تضم الحصن - مركز الناحية ومركز الشيخ - ، الصريح، إيدون، ناطفة، هام، جحفية، حبكا، ضرار، صمد، كتم، النعيمة، شطنا، صخرة)وحاليًا ضمن لواء قصبة اربد إحدى قرى بلدية غرب اربد. [1]

### تاريخ التعداد والتنوع السكاني في قرية هام
وقرية هام سكنها في مطلع القرن 16م خمس عشرة أسرة، ربما انهم من بقايا الأكراد حيث نظام الإقطاع الحربي الذي كان سائد زمن الدولة العثمانية والمماليك .
بينما في منتصف القرن نفسه بلغ عدد سكانه 28 أسرة و 7 مجرد (ربما انهم من الانكشارية) .وفي نهاية القرن نفسه بلغ عدد سكانها 19 أسرة و 9 مجرد.

### تاريخ التيمارات قرية هام
أرض تيمار - أي أرض تعطى مقابل تقديم الجنود الخيالة أثناء الحرب . وأرض هام كانت أرض تيمار في فترة من الفترات . وذكر في هذه المنطقة تيمارات المماليك والانكشارية، وقد ذكر تيمار هام باسم جامبرد الطويل وحسن وشركا.وقد كانت التيمارات مخصصة لمن يعملوا عند كبار المسؤولين وقد يكون منهم عناصر محليه بينما الزعامات كانت مخصصة لكبار المسؤولين.وذكر فيها طريق ايدون وطريق ناطفة وكذلك طريق كفريوبا.ام الآن فقد تفتت الملكية في القرية .

### البقايا الأثرية في قرية هام
وقد ذكرت البحوث الاثرية ان الحياة لم تنقطع عن أرض هام منذ 135 قبل الميلاد وقد عثر فيها على بقايا معصرة زيتون حجرية وكذلك قبور قديمة محفروة بالصخر ومنها ماهو بداخل مغر وأحد ابواب هذة المغر موجود في متحف الجامعة الأردنية كما وذكرت المصادر التاريخية بمرور عدة طرق في هام ومنها طريق سلطاني وعثر في منطقة الرجيلة قرب مقرن الوديان على بقايا معبد مرصعة ارضة بالفسيفساء . ويبدو ان القرية قديما في عصر ما قد اشتهرت بصناعات فخرية .

### زيارة الرحالة يوهان لودفيك بركهارت لقرية هام
قرية هام اسمها قبل عهد التنظيمات (حام) ومجموع أراضيها كانت معروفه باسم زاوية هام بن نوح عليه السلام وكانت مساحة أراضيها 8800 دونم، زارها الرحالة يوهان لودفيك بركهارت في عام [1812م] . وقد تم إعادة اعمار القرية في عهد التنظيمات بموجب القانون الصادر لإعادة اعمار القرى عام [1835م] .
الرحالة يوهان لودفيك بركهارت -[1784 – 1817م] [Burckhardt] رحالة مسلم سويسري يعتبر من أدق وأشمل الذين كتبوا عن جزيرة العرب. كان يوهان لودفيك بركهارت يأمل أساساً في الوصول إلى تمبكتو ومنابع نهر النيجر . ولكن رحلاته قادته إلى الشرق الأوسط حيث اكتشف مدينة البتراء ومعبد أبوسمبل، وقد عُرف في المنطقة في الفترة ما بين [1809 و 1817] باسم الشيخ إبراهيم ابن عبد الله أو الشيخ إبراهيم بوركهارت أو يوهان لودفيك بركهارت، وعاش في المنطقة وتجول ما بين سوريا ولبنان والأردن وفلسطين. واستقر في مصر ومنها اتجه إلى الجنوب أي بلاد النوبة وشمال وشرق السودان. وزار بلاد الحجاز وعاد إلى مصر التي توفي فيها.وفي طريقه مر بفلسطين والأردن وكان أول غربي يكتب عن مدينة البتراء التي قال عنها إنها آثار مدينة مهيبة تقع في وادي موسى ويحتمل أن تكون البتراء . فيها نشاهد مدافن منحوتة في الصخر وبقايا معابد وقصور ومدرجات وقنوات مياه وغيرها من الغرائب والروائع النادرة التي تجعل هذه المدينة أكثر إثارة للاهتمام من أي شيء آخر شاهدته في حياتي . توفي في مصر قبل أن يحقق أمله بالوصول إلى تمبكتو ومنابع نهر النيجر . ودفن في مدافن باب النصر بشرق العاصمة المصرية حيث لا زالت لوحة قبره حتى اليوم تحمل اسم الشيخ إبراهيم المهدي ابن عبد الله والاسم الأوروبي بوركهارت اللوزاني.

### الضابط الإنجليزي فردريك بيك في هام
اللواء فريدريك جيرارد بيك (بالإنجليزية: Frederick Gerard Peake) هو ضابط بريطاني كان قائدًا للجيش الأردني وللشرطة ولما كان يُعرف بالدرك، وقد خلفه في هذا المنصب زميله الفريق جون كلوب جلوب باشا المعروف . مؤلف كتاب عشائر الأردن الموسوعي، نقله إلى العربية بهاء الدين طوقان (القدس، 1935). مرجع كتاب الأخير العقيقي الأول نجيب العنوان المستشرقون - ج 2 الناشر دار المعارف مكان القاهرة الصفحات 108 الإصدار الرابعة وصلة المؤلف نجيب العقيقي.